# Alexis Ahlgren
Alexis Malkolm Ahlgren (Trollhättan, Västra Götaland, 14 de juliol de 1887 - Pittsburgh, Pennsylvania, 14 de març de 1969) va ser un atleta suec, especialitzat en curses de fons, que va competir a començaments del segle xx. El 31 de maig de 1913 va establir el rècord del món de la marató amb un temps de 2h 36'06" a la Polytechnic Marathon. Aquest rècord fou vigent fins al 22 d'agost de 1920, quan Hannes Kolehmainen millorà la marca durant la disputa de la marató dels Jocs Olímpics d'Anvers. El 1912 va disputar la marató dels Jocs Olímpics d'Estocolm, però es va veure obligar a abandonar-la.